# Danh sách câu lạc bộ bóng đá ở Kiribati
Đây là danh sách các câu lạc bộ bóng đá ở Kiribati.
- Kuria
- Maiana
- Marakei
- Nonouti
- Tamana
- Tarawa Urban Council
- Abaiang
- Abemama
- Betio Town Council
- Makin
- Tabiteuea North
- Tabiteuea South
- Banaba
- Beru
- Kiritimati
- North Tarawa
- Onotoa
- Aranuka
- Arorae
- Butaritari
- Tabuaeran
- Teraina

Bản mẫu:Bóng đá Kiribati
Bài viết còn ít thông  Thông Tin . Mong có thể đóng góp nhiều hơn nữa